# Erik Geete (jägmästare)
Erik Axelsson Geete, född 5 februari 1881 i Väse församling, Värmlands län, död 1 februari 1952 i Sankt Görans församling, Stockholm, var en svensk jägmästare och idrottsfrämjare.
Erik Geete var son till kaptenen Carl Erik Axel Geete. Han avlade mogenhetsexamen i Stockholm 1900 och utexaminerades från Skogsinstitutet 1904. Geete inträdde i Domänverket 1905, innehade olika assistentbefattningar och utnämndes till jägmästare i Idre revir 1916, i Idre östra revir 1920, i Särna revir 1923 och i Hamra revir 1931. Han erhöll avsked 1944. Geete utgav på uppdrag av Domänstyrelsen utgav han läroboken Anvisningar i skogsbruk (1923, tillsammans med Th. Grinndal) och han medarbetade flitigt i dagspress och tidskrifter med artiklar om skogsbruk, turism, idrott, jakt och naturskydd. Han blev främst känd för sitt arbete i tjänst för skidsporten, bland annat genom en mängd artiklar i tidskriften På skidor (1907–1940). Han var engagerad i frågor rörande skidors utformning och intresserade sig även för skidans historia. 1916–1920 var han ordförande i Särna skidklubb, styrelseledamot i Svenska Skidförbundet 1923–1927 och från 1920 ledamot av styrelsen för Skidfrämjandet. Geete var även bland annat styrelseledamot i föreningen Sveriges ordinarie jägmästare 1930–1935, kommunalfullmäktig i Särna landskommun 1929–1931 och municipalfullmäktig i Orsa 1939–1944. Han blev riddare av Vasaorden 1930. Geete är begravd på Leksands kyrkogård.